# Barizey
Barizey é uma comuna francesa na região administrativa de Borgonha-Franco-Condado, no departamento Saône-et-Loire. Estende-se por uma área de 5,56 km². Em 2010 a comuna tinha 151 habitantes (densidade: 27,2 hab./km²).